# Automobilklub Kielecki
Automobilklub Kielecki – polskie stowarzyszenie powstałe w 1970 (po raz pierwszy w 1936), organizacja społeczna powołana w celu popularyzowania sportu i turystyki motorowej, podnoszenia kultury motoryzacyjnej i
bezpieczeństwa ruchu drogowego oraz niesienia pomocy osobom
poszkodowanym w wypadkach komunikacyjnych. Siedzibą władz Automobilklubu są Kielce.

## Historia
Automobilklub Kielecki został utworzony 9 września 1936, pierwszym prezesem zarządu został Wincenty Jokiel. Automobilklub rozpoczął działalność od 10 października 1936. Została ona przerwana przez wybuch II wojny światowej w 1939.
Po wojnie, już w 1946 utworzono kielecki oddział Automobilklubu Polskiego. Z przyczyn politycznych, w 1950 w miejsce Automobilkubu Polskiego powołano Polski Związek Motorowy, z okręgową sekcją samochodową w Kielcach. W 1957 w miejsce zlikwidowanych sekcji ponownie powołano Automobilklub Kielecki, początkowo z delegaturą w Radomiu. Ponieważ jednak władze kładły nacisk na rozwój w Kielcach sportu motocyklowego, siedzibą Automobilklubu, który zmienił nazwę na Automobilklub Świętokrzyski, stał się w 1958 Radom (w 1991 przekształcił się on w Automobilklub Radomski).
Z inicjatywy lokalnego środowiska automobilistów, w 1970 ponownie powołano Automobilklub Kielecki w Kielcach, wpisany do rejestru stowarzyszeń 24 października 1970. Działalność rozpoczął od stycznia 1971.
Automobilklub Kielecki prowadzi wyścigowy Tor Kielce, otwarty 26 czerwca 1977.
W 2023 Automobilklub Kielecki otrzymał Odznakę Honorową Województwa Świętokrzyskiego.

## Władze
Prezesi Automobilkubu:
- Wincenty Jokiel - 1936–1939
- Henryk Górzyński - 1971–1971
- Adam Trybus - 1971–1972
- Włodzimierz Wójcikiewicz - 1972–2000
- Sławomir Pluciński - 2001–2003
- Krzysztof Tutak - od 2003